# MSC Poesia
El MSC Poesia es un crucero de la clase Musica operado por MSC Cruceros. Su construcción fue finalizada en 2008 en el astillero Aker Yards en Saint-Nazaire, Francia. Es un barco gemelo a MSC Musica, MSC Orchestra y MSC Magnifica. Es el primer barco de la flota de MSC que tuvo su ceremonia de botamiento fuera de Italia, en el puerto de Dover, el 5 de abril de 2008 por Sofía Loren.
El MSC Poesia fue el buque insignia de la compañía hasta que fue desplazado por el MSC Fantasia, que entró en servicio en diciembre de 2008. En 2008 y 2009, el MSC Poesia navegó en una serie de cruceros de 7 noches desde Venecia a otros destinos de Italia, Grecia y Turquía. Desde 2010, el barco navega en el norte de Europa durante la temporada de verano.

## Incidentes

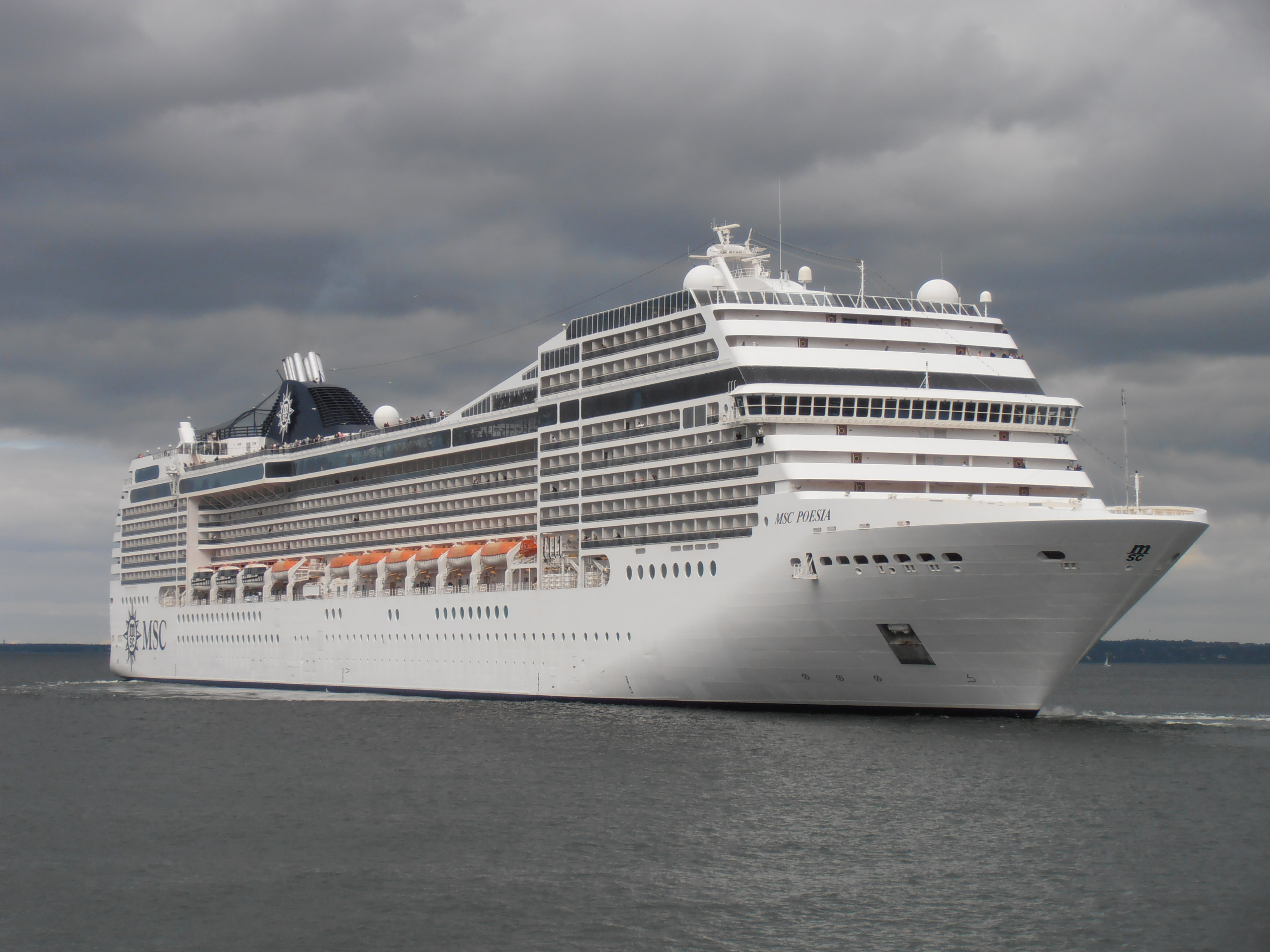
El MSC Poesia en el año 2012.

### Colisión contra el Costa Classica
El 6 de junio de 2008, el MSC Poesia y el Costa Classica chocaron en el Mar Adriático, cerca de Dubrovnik. Nadie resultó herido, y el daño fue mínimo. La causa del accidente, fue que el ancla del MSC Poesia se aflojó y se precipitó sobre el Costa Classica. Ambos continuaron su itinerario programado y sin retrasos.

### Encalle en las Bahamas
Mientras se dirigía a Port Lucaya cerca de Freeport, Bahamas, el 7 de enero de 2012, el MSC Poesia encalló en  un arrecife. Los bañistas que se encontraban en la playa, acudieron en lanchas hasta el crucero y fueron capaces de transportar a los pasajeros a las costas de Port Lucaya. De acuerdo con el capitán Archer, un capitán local del puerto, "esperamos a la llegada de una marea alta y a las 18:00, fue retirado con 4 remolcadores y un quinto de pie. A las 20:00, estaba libre y siguió en su viaje a 19,5 nudos hasta llegar a Salvador.
MSC Cruceros dijo en una entrevista que: "En la navegación por el puerto de Port Lucaya en Grand Bahamas, el MSC Poesia había encallado a las 6:50 de la mañana del sábado. La nave y sus invitados estuvieron siempre seguros y todo el equipo de a bordo y los servicios continuaron funcionando con normalidad incluyendo todos los servicios de licitación previamente programado y excursiones en tierra".